# Großenrade
Großenrade er en by og kommune i det nordlige Tyskland, beliggende i Amt Burg-Sankt Michaelisdonn under Kreis Dithmarschen. Kreis Dithmarschen ligger i den sydvestlige del af delstaten Slesvig-Holsten.

## Geografi
Großenrade ligger på gestryggen i den sydlige del af Ditmarsken.

### Nabokommuner
Nabokommuner er (med uret fra nord) Süderhastedt, Eggstedt, Hochdonn, Brickeln, Quickborn og Frestedt (alle i Kreis Dithmarschen).